# Ilex reticulata
Ilex reticulata är en järneksväxtart som beskrevs av Chang Jiang Tseng. Ilex reticulata ingår i släktet järnekar, och familjen järneksväxter. Inga underarter finns listade i Catalogue of Life.